# メアリー・ジャクソン (技術者)
メアリー・ジャクソン (旧姓 ウィンストン、 1921年4月9日 – 2005年2月11日) は、アメリカ航空諮問委員会（NACA）、1958年にNACAを引き継いだアメリカ航空宇宙局（NASA）に所属したアメリカ合衆国の数学者、航空宇宙工学技術者。キャリアの大部分をバージニア州ハンプトンのラングレー研究所で勤務した。1951年にラングレー研究所の人種で分けられたウェスト・エリア・コンピュータ部門で計算手として仕事を始めた。大学で工学の学位を取得し、1958年にNASAで最初のアフリカ系アメリカ人女性エンジニアとなった。
NASAで34年間を過ごした後、技術者として最も上位の肩書を得た。管理職にならないとそれ以上の昇進は望めないことが分かり、NASAの機会均等プログラムの中の連邦政府女性プログラム、アファーマティブ・アクションプログラムの両方の管理者への降格を受け入れた。この仕事で、NASAの科学、工学、数学のキャリアにおける女性の採用、昇進に取り組んだ。
ジャクソンの物語は2016年のノンフィクション小説『ドリーム（原題：Hidden Figures）』で取り上げられた。同じ年に公開された、小説の映画化作品『ドリーム（原題：Hidden Figures）』の三人の主人公のうちのひとりである。
2019年、議会名誉黄金勲章を追贈された。 2020年にワシントンD.C.のNASA本部はメアリー・ウィンストン・ジャクソンNASA本部に改称された。

## 私生活
1921年4月9日、エラ・ウィンストン（旧姓 スコット）とフランク・ウィンストンの間に生まれた。 バージニア州ハンプトンで育ち、アフリカ系アメリカ人だけが通うジョージ・P・フェニックス訓練学校を首席で卒業した。
1942年にハンプトン大学から数学と物理科学の学士号を取得した。 社交団体アルファ・カッパ・アルファに所属していた。
ガールスカウトのリーダーとして30年以上活動した。1970年代に地域のアフリカ系アメリカ人の子供たちのために、航空機を試験するための小型の風洞を作る支援を行った。
1944年11月18日、アメリカ海軍の船員レヴィ・ジャクソン・シニアと結婚、レヴィ・ジャクソン・ジュニア、キャロリン・マリー・ルイスの二人の子供をもうけた。2005年2月11日に83歳で亡くなった。

## 経歴

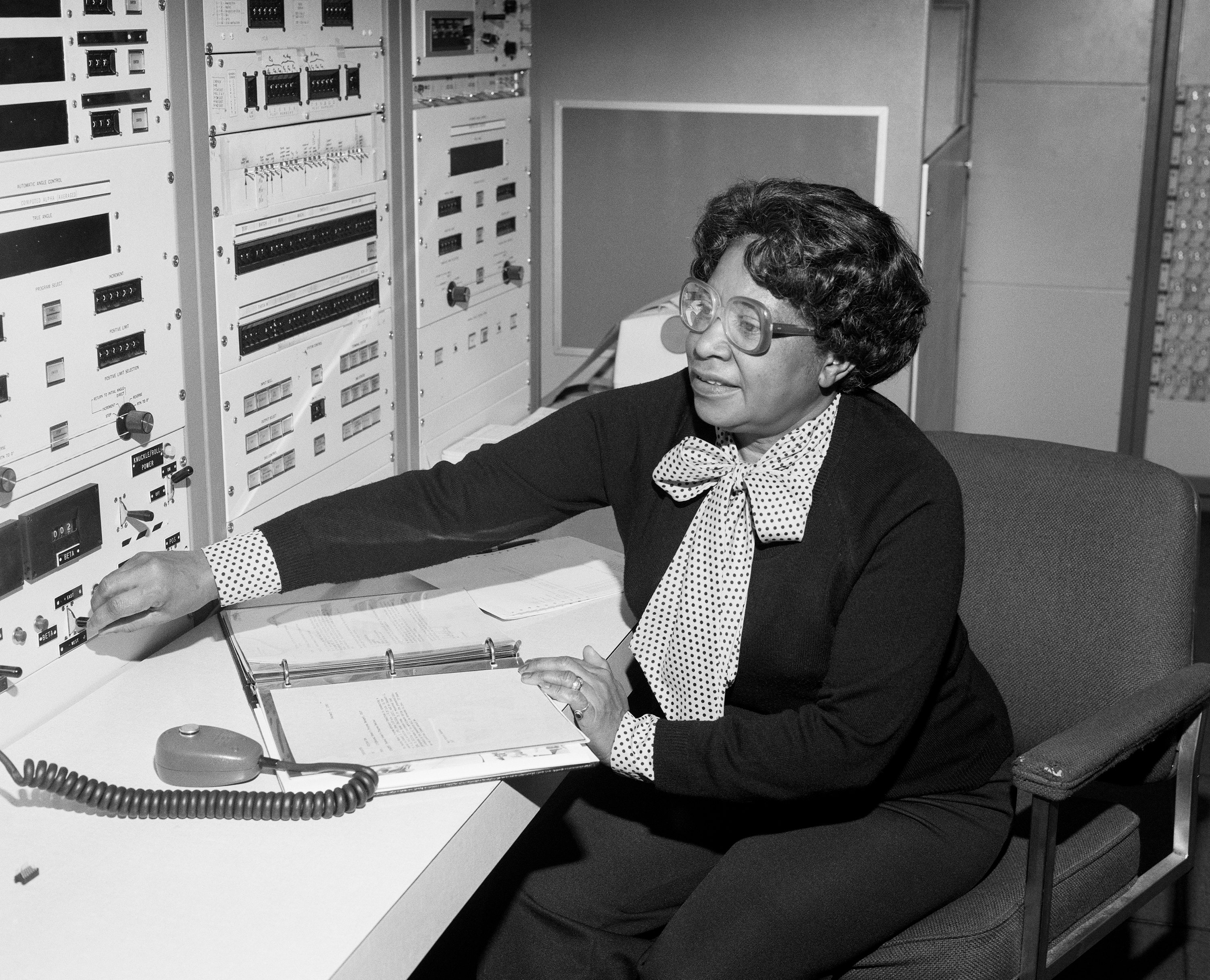
制御パネルを操作するジャクソン

大学卒業後、メリーランド州カルバート郡のアフリカ系アメリカ人の学校で1年間数学を教えた。その当時、南部の公立学校ではまだ人種分離教育が行われていた。また、高校生、大学生の個別指導を始めた。個別指導は、その後生涯を通じて続けた。
1943年までにハンプトンに戻り、ナショナルカトリックコミュニティセンターで簿記係の仕事に就いた。ハンプトンインスティテュートの保健部門で受付係と書記として働いた。このとき妊娠が分かり、息子の出産のため故郷に戻った。1951年にフォートモンローの軍施設の書記となった。

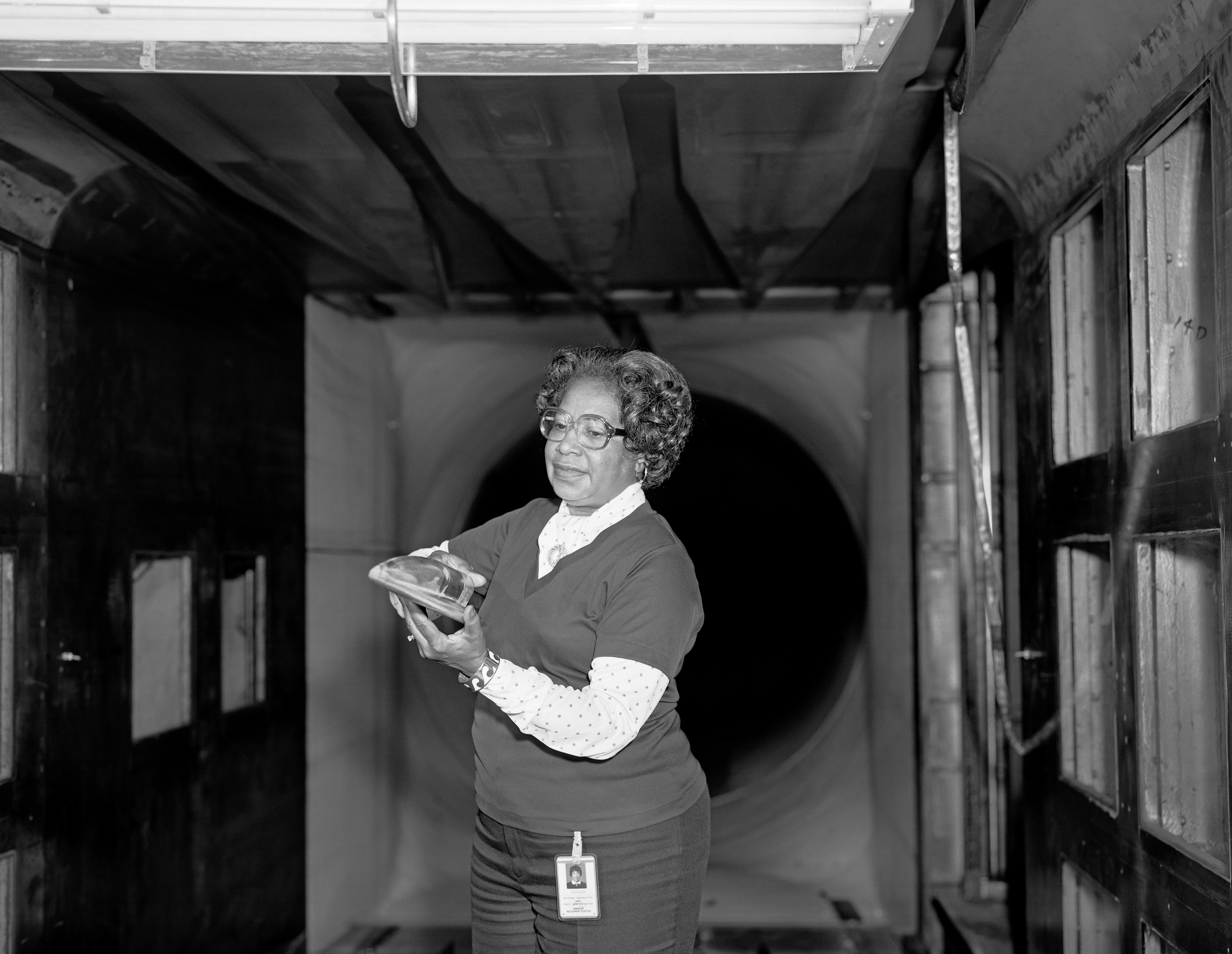
風洞模型を持つジャクソン

1951年にアメリカ航空諮問委員会（NACA）に採用された。NACAは1958年にアメリカ航空宇宙局（NASA）に引き継がれた。最初、故郷であるバージニア州ハンプトンのラングレー研究所で数学研究、計算手の仕事を始めた。ウェスト・エリア・コンピュータ部門でドロシー・ヴォーンの部下として働いた。
1953年に超音速圧力トンネルの技術者であるカジミェシュ・クザルネッキの下で働く提案を受け入れた。大きさ1.2×1.2ｍ、60000馬力（45000kW）の風洞は音速の約2倍の風を起こすことで、模型にかかる力の研究に使用された。 クザルネッキは、ジャクソンに技術者として昇進できるように訓練を受けることを勧めた。その資格を得るには、数学と物理学で大学院レベルの講座を取ることが必要だった。バージニア大学では夜間講座を開設しており、白人専用のハンプトン高校で受講することができた。ジャクソンはハンプトン市に講座への出席の許可を請願した。講座を修了して1958年に航空宇宙工学技術者に昇進し、NASAで最初のアフリカ系アメリカ人女性エンジニアとなった。ラングレーの亜音速-遷音速空気力学部門の理論空気力学部門で、 風洞実験と実際の航空機の飛行実験のデータの解析を行った。 アメリカの航空機の進歩のために、推力や抗力を含む空気の流れを理解することが目標だった。

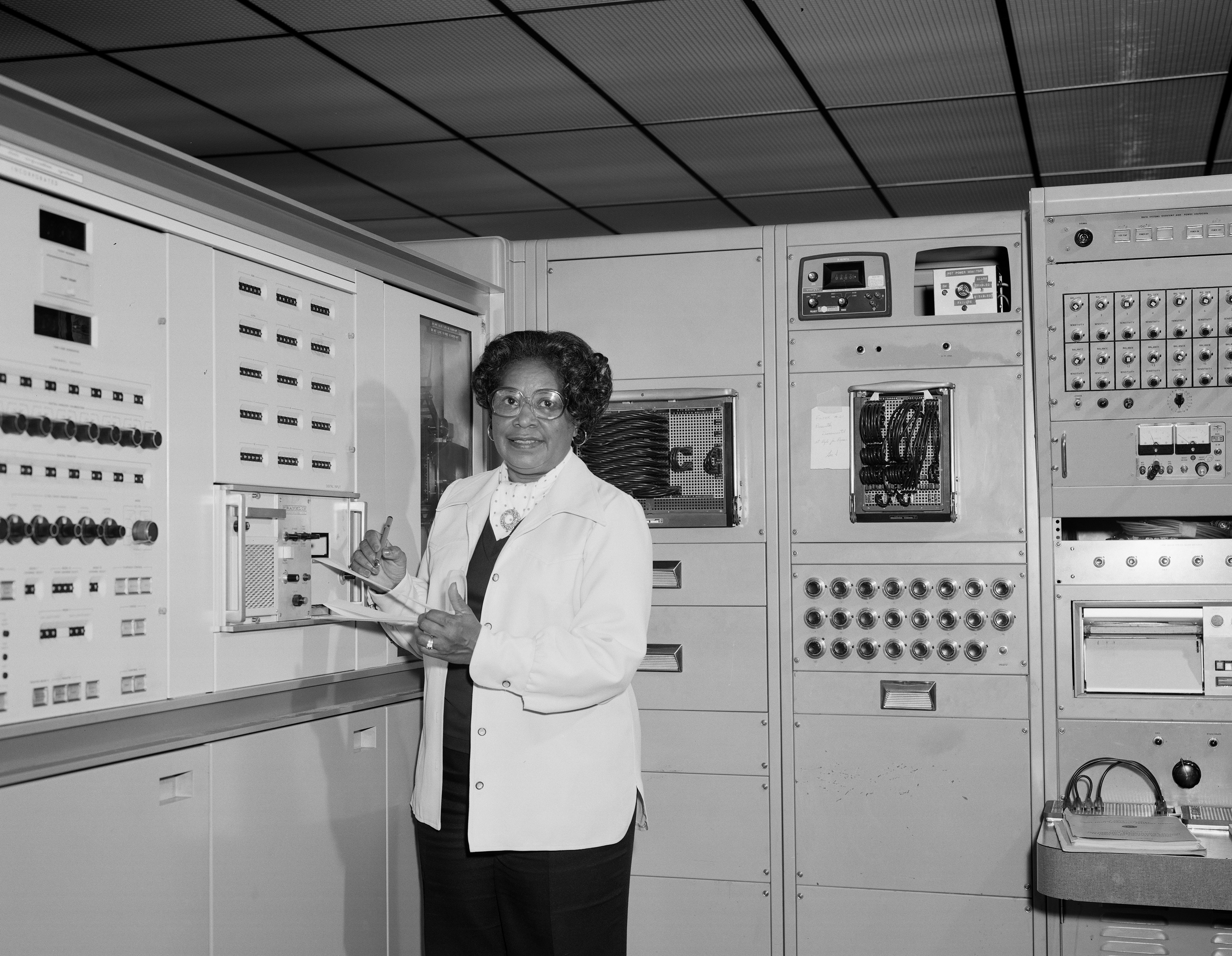
ラングレー研究所で働くジャクソン

NASAの圧縮率研究部門、実物大研究部門、高速空気力学部門、亜音速-遷音速空気力学部門で技術者として働いた。NACAとNASAで単著、共著を合わせて12本の技術論文を執筆した。昇進のための資格取得に繋がる学習方法のアドバイスを含め、女性とその他の少数者のキャリア向上のために働いた。
1979年までに技術部門では最も上位の肩書を得た。機会均等専門の領域の管理者として働くため、降格を受け入れることを決意した。NASA本部でのトレーニングを受けた後、ラングレーに戻った。変化を起こし、活躍した女性とその他の少数者が注目されるために働いた。機会均等プログラムの中の連邦政府女性プログラム、アファーマティブ・アクションプログラムの両方の管理者として働き、NASAの科学、技術、数学部門の女性のキャリアパスに取り組んだ。1985年の退職までNASAに勤務した。

## 業績
2016年の映画『ドリーム（原題：Hidden Figures）』はジャクソンとキャサリン・ジョンソン、ドロシー・ヴォーンのNASAでのキャリア、特に宇宙開発競争の際のマーキュリー計画での彼女らの功績を描いている。映画はマーゴット・リー・シェッタリーの同名のノンフィクション小説が原作である。映画ではジャネール・モネイがジャクソン役を演じている。
2018年にソルトレークシティーの教育委員会は、ソルトレークシティーのジャクソン小学校の名前を、それまでのアンドリュー・ジャクソン大統領から、メアリー・ジャクソンからの命名に変更することを票決した。
2020年6月24日にNASAの管理者ジム・ブライデンスタインは、ワシントンD.C.のNASA本部を、メアリー・ジャクソンの名前をとってメアリー・ウィンストン・ジャクソンNASA本部に改称することを発表した。

## 受賞歴
- Apollo Group Achievement Award, 1969[5][10]
- Daniels Alumni Award for Outstanding Service to Disadvantaged Youth[10]
- National Council of Negro Women（英語版）, Inc. Certificate of Recognition for Outstanding Service to the Community[10]
- Distinguished Service Award for her work with the Combined Federal Campaign representing Humanitarian Agencies, 1972[10]
- Langley Research Center Outstanding Volunteer Award, 1975[10]
- Langley Research Center Volunteer of the Year, 1976[5]
- Iota Lambda Sorority Award for the Peninsula Outstanding Woman Scientist, 1976[10]
- King Street Community Center Outstanding Award[10]
- National Technical Association's Tribute Award, 1976[10]
- Hampton Roads Chapter "Book of Golden Deeds" for service[10]
- Langley Research Center Certificate of Appreciation, 1976–1977[10]
- 議会名誉黄金勲章[2]

## 関連書
- Czarnecki, K. R.; Jackson, Mary W. (September 1958), Effects of Nose Angle and Mach Number on Transition on Cones at Supersonic Speeds (NACA TN 4388), National Advisory Committee for Aeronautics
- Jackson, Mary W.; Czarnecki, K.R. (1960), Investigation by Schlieren Technique of Methods of Fixing Fully Turbulent Flow on Models at Supersonic Speeds, 242, National Aeronautics and Space Administration
- Czarnecki, K. R.; Jackson, Mary W. (January 1961), Effects of Cone Angle, Mach Number, and Nose Blunting on Transition at Supersonic Speeds (NASA TN D-634), NASA Langley Research Center
- Jackson, Mary W.; Czarnecki, K. R. (July 1961), Boundary-Layer Transition on a Group of Blunt Nose Shapes at a Mach Number of 2.20 (NASA TN D-932), NASA Langley Research Center
- Czarnecki, K.R.; Jackson, Mary W.; Monta, William J. (1963), Studies of Skin Friction at Supersonic Speeds (Turbulent Boundary Layer and Skin Friction Data for Supersonic Transports)
- Jackson, Mary W.; Czarnecki, K. R.; Monta, William J. (July 1965), Turbulent Skin Friction at High Reynolds Numbers and Low Supersonic Velocities, National Aeronautics and Space Administration
- Czarnecki, K.R.; Jackson, M.W.; Sorrells, R. B. III (December 1, 1966), Measurement by wake momentum surveys at Mach 1.61 and 2.01 of turbulent boundary-layer skin friction on five swept wings, National Aeronautics and Space Administration
- Czarnecki, K.R.; Allen, J. M.; Jackson, M.W. (January 1, 1967), Boundary-layer transition on hypersonic-cruise aircraft, National Aeronautics and Space Administration
- Czarnecki, K.R.; Jackson, M.W. (November 1, 1970), Theoretical pressure distributions over arbitrarily shaped periodic waves in subsonic compressible flow and comparison with experiment, National Aeronautics and Space Administration
- Czarnecki, K.R.; Jackson, Mary W. (December 1975). “Turbulent Boundary-Layer Separation due to a Forward-Facing Step”. AIAA Journal 13 (12):  1585–1591. Bibcode: 1975AIAAJ..13.1585C. doi:10.2514/3.60582.